# Tassya Stevens
Tassya Stevens es una deportista australiana que compitió en taekwondo. Ganó dos medallas de oro en el Campeonato de Oceanía de Taekwondo, en los años 2012 y 2016.

## Palmarés internacional
| Campeonato de Oceanía | Campeonato de Oceanía  | Campeonato de Oceanía | Campeonato de Oceanía |
| Año                   | Lugar                  | Medalla               | Categoría             |
| --------------------- | ---------------------- | --------------------- | --------------------- |
| 2012                  | Gold Coast (Australia) | Medalla de oro        | +67 kg                |
| 2016                  | Suva (Fiyi)            | Medalla de oro        | +67 kg                |